# 渋沢財閥
渋沢財閥（しぶさわざいばつ）は、渋沢敬三が社長を務める渋沢同族株式会社を中心とする企業群。

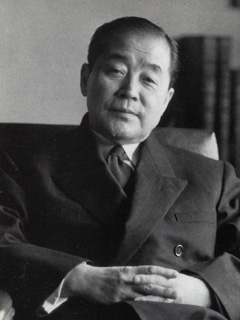
渋沢同族社長（栄一の後継者）・渋沢敬三。

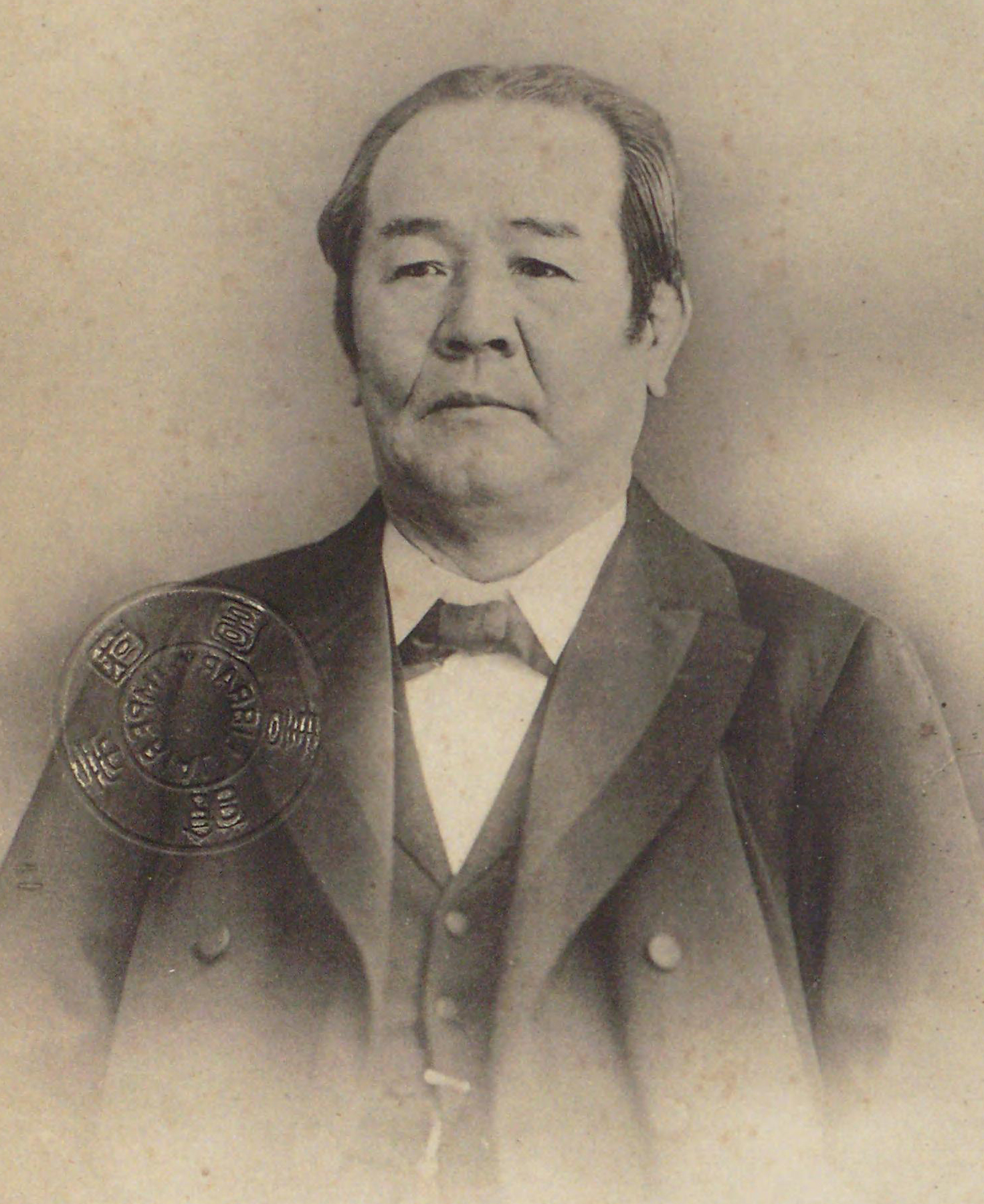
渋沢財閥創立者・渋沢栄一。

## 概要
渋沢財閥と呼び慣わされるが、『國史大辭典』で経済史学者の山口和雄が「渋沢財閥は財閥とよぶのがどうかと思われる」としているように、この企業群を「財閥」とすべきかは意見が分かれている。
渋沢財閥は連合国軍最高司令官総司令部 (GHQ)が占領政策として財閥解体を実施するにあたり、1946年（昭和21年）12月に持株会社指定委員会から指定を受けた十五大財閥の一つ。渋沢栄一により設立された渋沢同族株式会社を持株会社とする財閥と位置付けられた。しかしながら、GHQより再調査の結果、その規模と株式所有企業への支配力の点からも渋沢同族株式会社は財閥の持株会社には相当せず、指定解除を願い出るように通知してきた。
渋沢家当主で渋沢同族株式会社社長（第一銀行元副頭取、澁澤倉庫元取締役）の渋沢敬三は、戦中戦後にかけて日本銀行総裁、大蔵大臣として日本の金融財政等の経済政策運営に係わってきた当事者としての立場から、財閥指定解除の願いについて、「それは世間が承知せんだろう」と言ってこれを実施せず、財閥には当たらない持株会社ながら財閥指定を受けることとなった。

## 持株会社の成立経緯
渋沢栄一は、1873年（明治6年）に第一銀行（後に第一勧業銀行を経てみずほ銀行に）を創設。以後500にのぼる企業の創設、育成に携わった。栄一は日本の近代化のために社会に必要な産業を担う新たな企業を起こして、軌道に乗せることに情熱を傾けた。自ら設立した企業であっても株式を大量に保有する事によって、いわゆる経営支配を行う事には関心は無かった。家族や縁者が長く経営の責任ある立場に関与し続けたのは、第一銀行や澁澤倉庫などの限られた企業しかなかった。
このように渋沢財閥が微弱な小財閥になったのは、渋沢栄一が経済と道徳の合一を掲げて実践したからである。渋沢栄一は井上馨など政治家との繋がりがあったので、望めば利権を得ることが出来たが、そうしなかった。また、浅野総一郎・大川平三郎・古河市兵衛・山下亀三郎・福沢桃介・大倉喜七郎・植村澄三郎・門野重九郎などの財界の大物たちは渋沢に恩義があり、渋沢が望めば喜んで部下として活躍したであろうが、渋沢は見返りを求めなかった。例えば、古河は恩返しのために、足尾銅山の共同経営を渋沢に申し込んだが、断られた。渋沢は関係した多数の会社を、望めば自分のものに出来たのであるが、そうしなかった。しかも、渋沢が生きたのは日本経済の発展成長期であり、自身の経営能力や自身の名声や、第一銀行の資本力を用いて、容易に大財閥を築くことが出来たのに、自分だけの利益を追求しないで社会全体の利益を追い求めたのである。
一方で栄一の多方面での活躍から、その資産も結果的に膨らむことになり、栄一は死後にそれを巡って一族内で争いが起こることも懸念し、娘婿で東京帝国大学法学部長も務めた民法、家族法の権威である穂積陳重をして、1891年（明治24年）に渋沢家家法を定めさせ、澁澤同族会を組織して一族の財産管理等を行わせた。その延長で1915年（大正4年）には資産管理会社として嫡孫・敬三を社長とした澁澤同族株式会社（資本金330万円）を設立し、保有していた各社株式はじめ一族の資産を同社所有とし、澁澤同族会メンバーには澁澤同族株式会社の株式を持たせた。

### 株主（設立時）
- 渋沢栄一 1,000株
- 渋沢敬三（渋沢同族社長） 300株
- 穂積陳重 300株
- 阪谷芳郎 300株
- 渋沢武之助 300株
- 渋沢正雄 300株
- 明石照男 300株
- 渋沢秀雄 300株
- 尾高幸五郎 100株
- 八十島親徳 100株

株式総数 3,300株

## 持株会社の実態と解散
澁澤同族株式会社の保有株式の各社ごとの保有比率は非常に低く、栄一の死から5年後の1936年（昭和11年）の資料によれば、第一銀行で2.9%、石川島造船所で1.9%、東京貯蓄銀行（第一銀行系貯蓄銀行）で16.5%、最も比率の高い澁澤倉庫でも26.2%に過ぎず、他の財閥のように発行済株式の過半数を保有することによって、財閥家族が傘下企業の経営に影響力を及ぼすという支配構造ではなかったことが確認できる。また、1943年（昭和18年）には第一銀行は三井財閥の三井銀行と合併し帝国銀行となっていた。
こうした実態ではあったものの、財閥解体政策が進められるなかで1946年（昭和21年）12月7日に持株会社指定を受け、指定解除の議論もある中であえて抗わず粛々と資産処分を実施し、昭和22年（1947年）10月に解散した。

## 持株会社の解散後
1948年（昭和23年）帝国銀行から旧第一銀行が分離独立し、行名も合併前の旧名である第一銀行に復した。第一銀行およびその後身である第一勧業銀行と取引があり、渋沢栄一が設立時等に関わりをもった幾つかの企業は第一勧業銀行の取引先グループの三金会（第一勧銀グループ）のメンバーとなっている。
ただ渋沢栄一が創設等に関わったものの、いわゆる「渋沢財閥系」と周知あるいは自認している企業は少なく、第一銀行（現みずほ銀行）、澁澤倉庫、東京石川島造船所（現：IHI、いすゞ自動車）くらいであるとの研究者の指摘もある。一方で渋沢栄一が、相談役として黎明期より深く長く経営に関わりをもった清水建設や、渋沢栄一がグループ創業者の古河市兵衛と深い信頼関係を築き終始助力を惜しまなかった古河グループなど、自社やグループの歴史の中で渋沢栄一との繋がりを今日に至るまでしっかりと伝える企業も多い。

## 渋沢栄一が経営に関わった企業

### 三金会（第一勧銀グループ）のメンバー
- みずほ銀行[7][9][脚注 1]
- 澁澤倉庫[7][9]
- 王子ホールディングス[9]
- 王子製紙[7][10]
- IHI[7][9]
- いすゞ自動車[7][9]
- 太平洋セメント[9][脚注 2]
- 清水建設[7][9]
- 東洋紡[10][脚注 3]
- 川崎重工業[9][脚注 4]
- 第一三共[9]
- デンカ（旧電気化学工業）[9]
- 古河機械金属（旧足尾銅山）[9]
- 損害保険ジャパン（旧日産火災[脚注 5]・旧日本火災[脚注 6]）[9]
- 朝日生命保険[9][脚注 7]
- キリンホールディングス - キリンビール - 協和発酵キリン（但し第一勧銀グループのメンバーは協和発酵キリンのみ[脚注 8]）

### その他の企業
- 東京製綱[3]
  - 日本製鉄九州製鉄所八幡地区（旧浅野小倉製鋼→小倉製鋼→新日鉄住金小倉製鉄所）
  - 大平洋金属[脚注 9]
- サッポロビール[10][3]
- 東京海上日動火災保険[脚注 10][3]
- MS&ADインシュアランスグループホールディングス
  - 三井住友海上火災保険[脚注 11]
  - あいおいニッセイ同和損害保険（旧ニッセイ同和損害保険）[脚注 12]
- 日本製紙[脚注 13]
- 東京ガス[10][3]
- 帝国ホテル[10][3]
- 日立金属[脚注 14]
- KDDI[脚注 15]
- 片倉工業[脚注 16][脚注 17]
- ダイワボウホールディングス - 大和紡績[脚注 18]
- 大日本製糖（大日本明治製糖）
- 三井製糖[脚注 19]
- 住友重機械（旧浦賀船渠）
- 三菱重工業/三菱倉庫[脚注 20][3]
- 日本製鉄（旧東洋製鉄・旧九州製鋼→旧富士製鉄→旧新日本製鐵→新日鐵住金）
- 科研製薬[脚注 21]
- 住友化学[脚注 22]
- 三井物産[脚注 23]
- 日産化学[脚注 24]
- りそな銀行（旧東京貯蓄銀行[11]→旧協和銀行（日本貯蓄銀行）→旧あさひ銀行）

## 病院
- 養育院（東京都健康長寿医療センター）[12][13]

## 学校など
- 商法講習所（現・一橋大学）[14][15]
- 日本民俗学会（アチック・ミュージアムを改組したもの）[16]